# Burgwald
Burgwald è un comune tedesco di 5 034 abitanti, situato nel Land dell'Assia.